# 3364 Zdenka
3364 Zdenka este un asteroid din centura principală, descoperit pe 5 aprilie 1984, de Antonín Mrkos.